# ネッタイミノカサゴ
ネッタイミノカサゴ（熱帯蓑笠子、英名：spotfin lionfish または broadbarred firefish、学名：Pterois antennata）は、スズキ目フサカサゴ科の肉食性海水魚である。熱帯域のインド洋から西部太平洋に分布し、日本では伊豆半島以南から小笠原諸島で見られる。

## 形態
成魚は最大20cmになる。鰭膜は胸鰭条の先端まで伸びず、外見はキミオコゼやミズヒキミノカサゴと酷似している。
キミオコゼとの鑑別点としては、以下が挙げられる。
- 吻端に3本の皮弁がある
- 眼上の皮弁が横縞模様で裏がある
- 背鰭棘の鰭膜に黒褐色の縞、背鰭・臀鰭・尾鰭の軟条に小暗褐色斑、胸鰭基部の鰭膜に黒斑がある

ミズヒキミノカサゴとは背鰭棘の棘条数などが異なるが、外見上は胸鰭の軟条に縞模様があるかどうか（本種は白または赤の単色なのに対し、ミズヒキミノカサゴは赤～褐色の縞模様）で鑑別するのが分かりやすい。

## 生態
他のミノカサゴ類と同様、背鰭を中心に毒を持つ。
礁湖や岩礁に生息している。夜行性で、日中は物陰に隠れて過ごし、夜にエビやカニを捕食する。